# 吉良斑捻螺
吉良斑捻螺（学名：Punctacteon kirai）为捻螺科斑捻螺属的动物。分布于日本，包括黄海、东海海域、海南等海域，属于暖温带种。其一般生活于潮间带-潮下带浅水区泥砂质底。